# Chandra Shamsher Jang Bahadur Rana

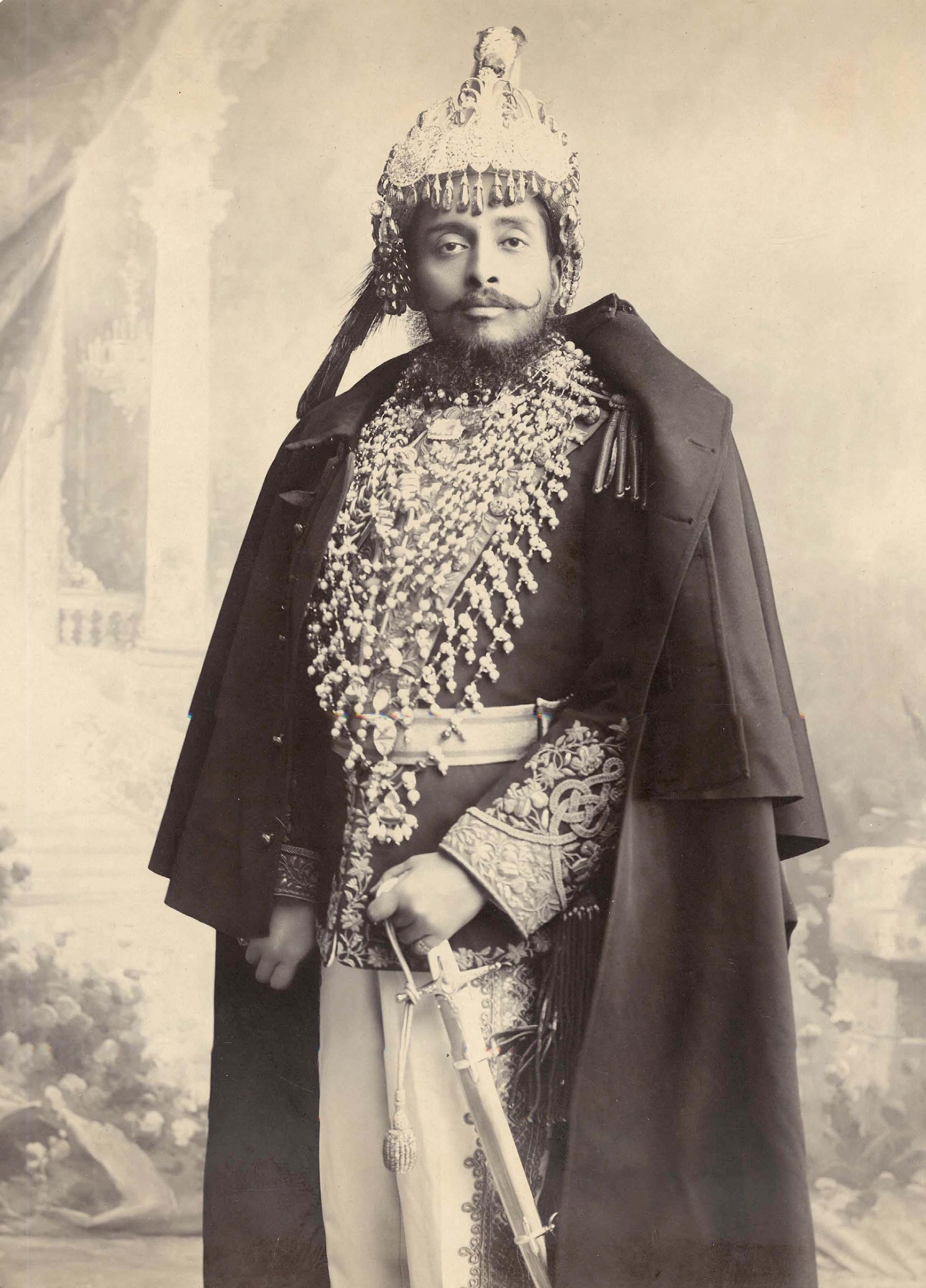
Chandra Shamsher Jang Bahadur Rana um 1910

Chandra Shamsher Jang Bahadur Rana (anglisiert auch als Chandra Shumsher Jung Bahadur Rana; nepali: चन्द्र शमशेर जङ्ग बहादुर राणा, Candra Śamśer Jaṅg Bahādur Rāṇā; * 8. Juli 1863; † 26. November 1929) war vom 27. Juni 1901 bis 26. November 1929 Premierminister von Nepal.
Er gehörte der Rana-Dynastie an, die von 1846 bis 1951 die autoritär regierenden Premierminister von Gorkha bzw. Nepal stellte. In seine Amtszeit fiel die Abschaffung der Sklaverei in Nepal (1924), die Elektrifizierung von Kathmandu im gleichen Jahr und die Errichtung der ersten Hochschule in Nepal, des Tri-Chandra College (1918), durch das höhere Bildung erstmals auch dem Volk zugänglich wurde.